# MLB 06: The Show
MLB '06: The Show, prodotto da Sony Computer Entertainment America, è un videogioco sportivo di baseball per PlayStation 2 e PSP.